# روبرت ليون
روبرت ليون هو قاضي وسياسي كندي، ولد في 6 يوليو 1829، وتوفي في 21 مارس 1888 في أوتاوا في كندا. حزبياً، نشط في الحزب الليبرالي في أونتاريو ‏. وقد انتخب عمدة أوتاوا ‏ (1867 – 1867) وانتخب عضو برلمان مقاطعة أونتاريو.